# Шмі Скайвокер
Шмі Скайвокер (англ. Shmi Skywalker) — персонаж всесвіту «Зоряних Війн», мати Енакіна Скайвокера. Значну частину свого життя була рабинею.

## Біографія
Хоча рабство заборонено законами Республіки, ці закони поширювалися не на всі частини галактики. Недорогі дроїди могли виконувати важку роботу не гірше людей, але живі раби користувалися чималим попитом у світах Зовнішнього Кільця, так як надавали своїм власникам особливий престиж. Колись давно Шмі тішила себе надіями про свободу, але через деякий час нарешті змирилася зі своєю долею, знайшовши розраду у своєму синові, Енакіні. Шмі та Енакін жили у рабському кварталі Мос-Еспа, в одній з глинобитних хатин, які скупчилися на околиці міста. Шмі завжди відчувала, якщо її син знаходився поряд, навіть коли не бачила і не чула його. Розбиратися в техніці Шмі навчив один з її колишніх господарів, Пі-Ліппі, який навіть збирався дарувати їй свободу. Але, на жаль, Пі-Ліппі помер до того, як встиг здійснити свій намір, і Шмі була продана новому господареві. Коли вона була зайнята роботою в крамничці Вотто, їй дозволяли підробляти ремонтом і чищенням техніки. У 32 ДБЯ її сина Енакіна звільнив Квай-Гон Джинн, а вона залишилася одна. У 22 ДБЯ її зловили Тусканські рейдери, які катували і били її. Попри спроби свого сина врятувати її, вона загинула у нього на руках.